# 湖泊列表索引

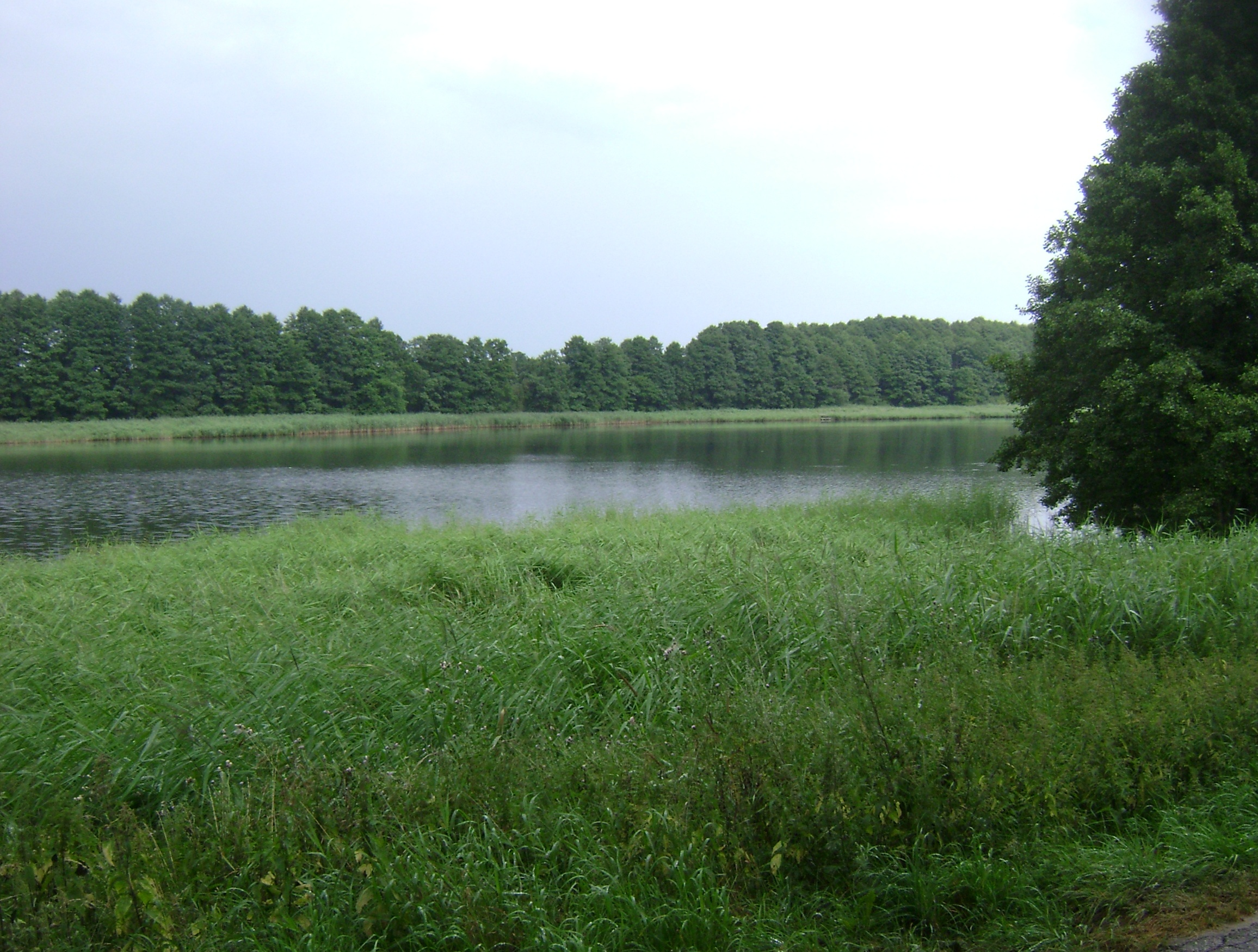
波蘭布拉伊尼基湖

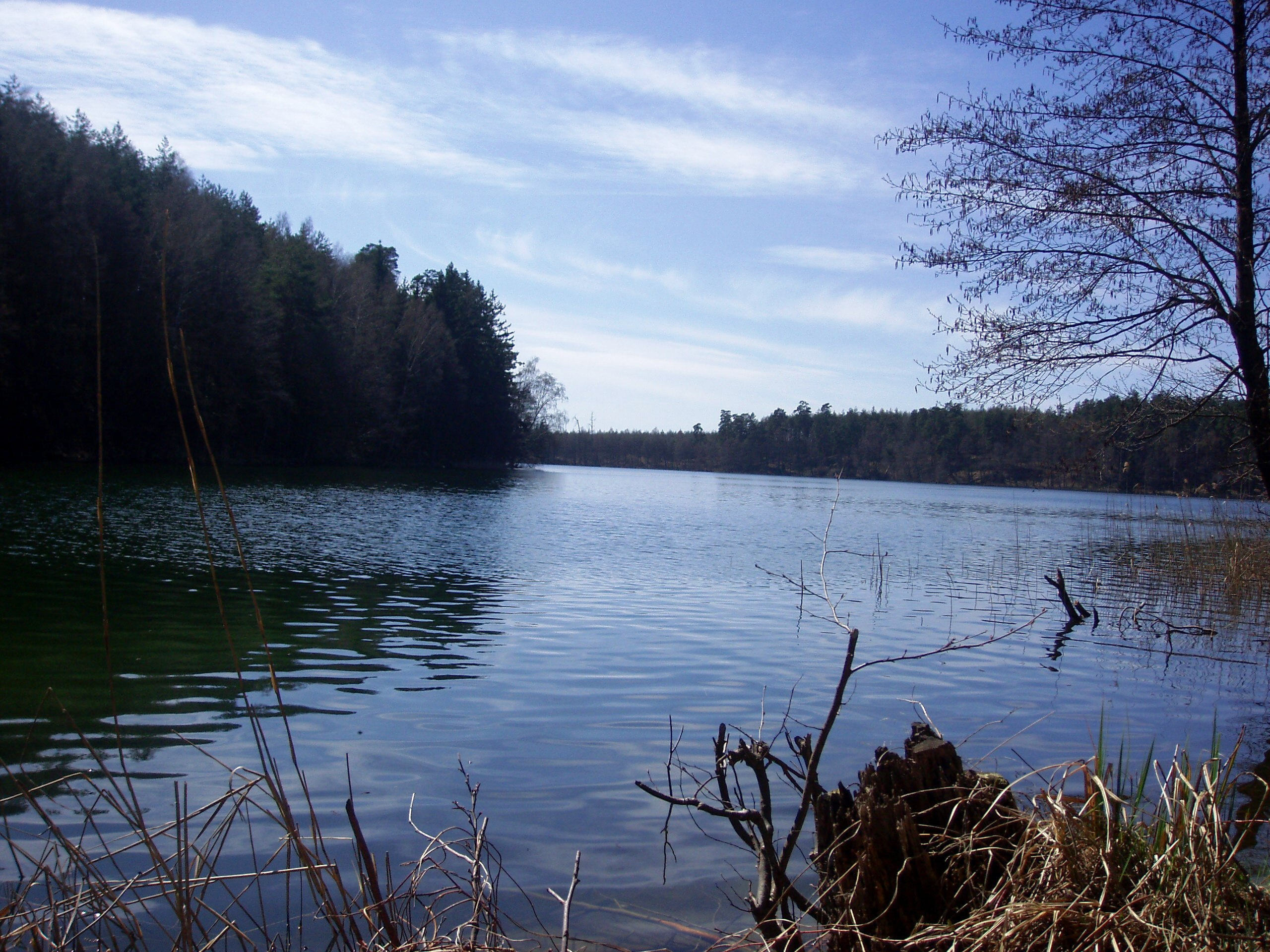
波蘭德武澤克湖

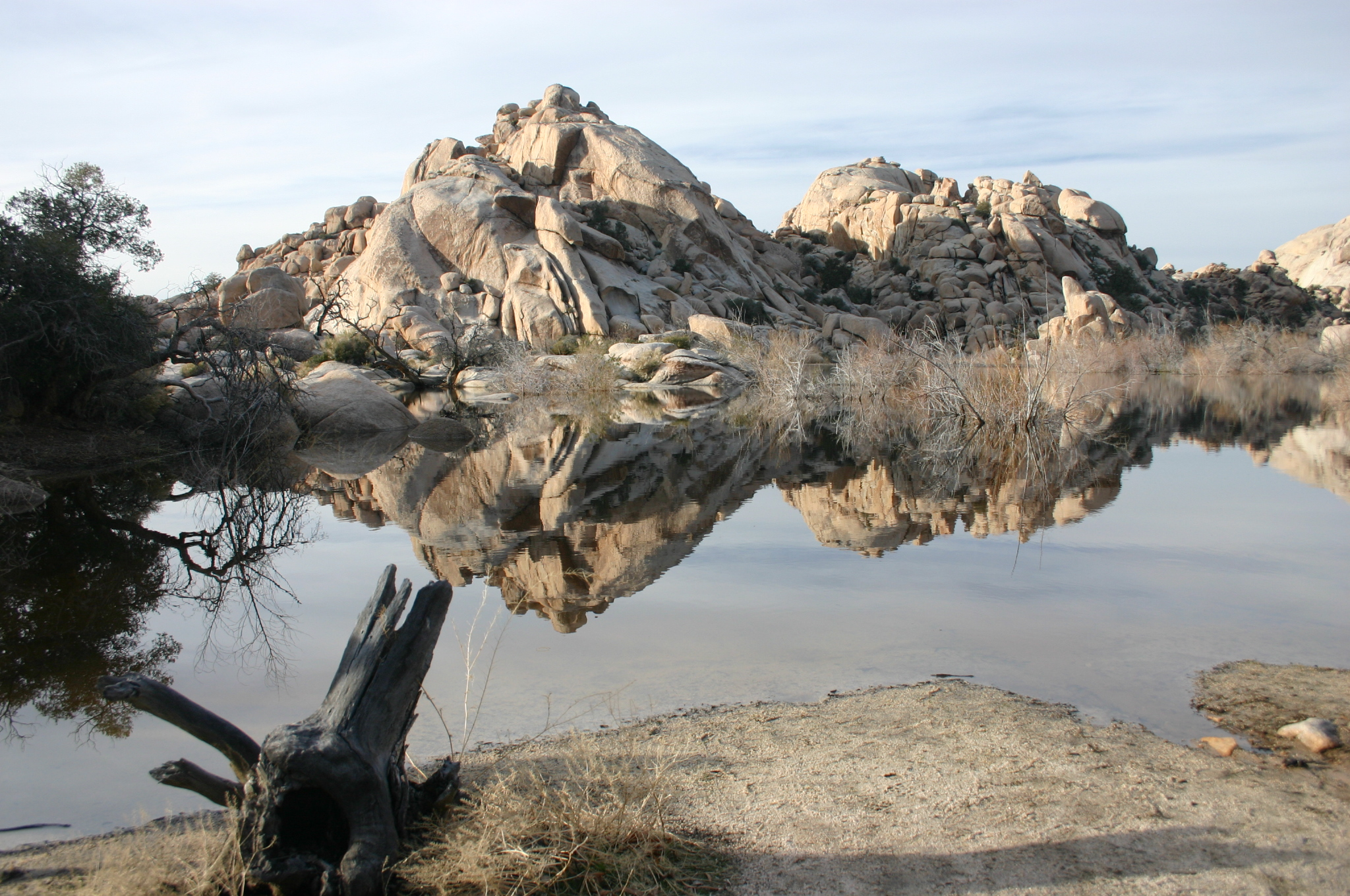
美國加州巴克湖

這是湖泊列表的列表。討論内陆洼地相对静止，不与海洋直接联系的水体。
地球约有1.17亿个湖泊，共覆盖了地球近500万平方公里。

## 列表
- 湖泊列表
- 高山湖泊列表
- 乾涸湖泊列表
- 國際湖泊列表
- 史前湖泊列表
- 湖泊面积列表
- 湖深列表
- 湖泊體積列表
- 欧洲湖泊列表
- 鑽石湖泊列表
- 魚湖湖泊列表
- 太阳系最大湖泊和海洋列表
- 遞歸島嶼和湖泊

### 按國家
- 阿富汗湖泊列表
- 阿爾巴尼亞湖泊列表
- 阿爾及利亞湖泊列表
- 安道爾湖泊列表
- 安哥拉湖泊列表
- 安地卡及巴布達湖泊列表
- 阿根廷湖泊列表
- 亞美尼亞湖泊列表
- 澳洲湖泊列表
  - 維多利亞州（澳洲）的湖泊和其他水體
  - 墨爾本的湖泊和水庫
  - 西澳大利亞州湖泊列表
- 奧地利湖泊列表
- 阿塞拜疆湖泊列表
- 巴哈馬湖泊列表
- 巴林湖泊列表
- 孟加拉湖泊列表
- 巴貝多島湖泊列表
- 白俄羅斯湖泊列表
- 巴伐利亞湖泊列表
- 比利時湖泊列表
- 貝里斯湖泊列表
- 貝南湖泊列表
- 不丹湖泊列表
- 玻利維亞湖泊列表
- 波士尼亞與赫塞哥維納湖泊列表
- List of lakes of Botswana
- 巴西湖泊列表
- List of lakes of Brunei
- 保加利亞湖泊列表
- 布吉納法索湖泊列表
- 布隆迪湖泊列表
- 柬埔寨湖泊列表
- List of lakes of Cameroon
- 加拿大湖泊列表
  - 艾伯塔省湖泊列表
  - 不列顛哥倫比亞省湖泊列表
  - 馬尼托巴省湖泊列表
  - 新不倫瑞克省湖泊列表
  - 紐芬蘭和拉布拉多湖泊列表
  - 西北地區湖泊列表
  - 新斯科細亞省湖泊列表
  - 努納武特地區湖泊列表
  - 安大略省湖泊列表
  - 魁北克省湖泊列表
  - 薩斯喀徹溫省湖泊列表
  - 幽鶴國家公園湖泊列表
  - 育空地區湖泊列表
- 佛得角湖泊列表
- 乍得湖泊列表
- 智利湖泊列表
- 中国湖泊列表
- List of lakes of Colombia
- 科摩羅湖泊列表
- 剛果共和國湖泊列表
- 剛果民主共和國湖泊列表
- 庫克群島湖泊列表
- 哥斯達黎加湖泊列表
- 克羅埃西亞湖泊列表
- 古巴湖泊列表
- List of lakes of Cyprus
- 捷克共和國湖泊列表
- 丹麥湖泊列表
- 吉布地湖泊列表
- 多米尼克湖泊列表
- 多明尼加共和國湖泊列表
- 東帝汶湖泊列表
- 厄瓜多湖泊列表
- 埃及湖泊列表
- 薩爾瓦多湖泊列表
- 赤道幾內亞湖泊列表
- 厄立特里亞湖泊列表
- 愛沙尼亞湖泊列表
- 衣索比亞湖泊列表
- 法羅群島湖泊列表
- 斐濟湖泊列表
- 芬蘭湖泊列表
- 法國湖泊列表
- List of lakes of Gabon
- List of lakes of Gambia
- 格魯吉亞湖泊列表（國家）
- 德国湖泊列表
- 加納湖泊列表
- 希臘湖泊列表
- 湖泊列表
- 危地馬拉湖泊列表
- 幾內亞湖泊列表
- 圭亞那湖泊列表
- 海地湖泊列表
- 宏都拉斯湖泊列表
- 匈牙利湖泊列表
- 喜馬偕爾邦湖泊列表
- 香港水庫
- 冰島湖泊列表
- 印度湖泊列表
- 印尼湖泊列表
- 愛爾蘭湖泊列表
- 以色列湖泊列表
- 義大利湖泊列表
- 科特迪瓦湖泊列表
- 牙買加湖泊列表
- 日本湖泊列表
- List of lakes of Jordan
- 哈薩克湖泊列表
- 肯亞湖泊列表
- List of lakes of Kiribati
- 韓國湖泊列表
- 科索沃湖泊列表
- List of lakes of Kuwait
- 吉爾吉斯斯坦湖泊列表
- 老撾湖泊列表
- 拉脫維亞湖泊列表
- List of lakes of Lebanon
- List of lakes of Lesotho
- 利比里亞湖泊列表
- List of lakes of Libya
- 列支敦士登湖泊列表
- 立陶宛湖泊列表
- 盧森堡湖泊列表
- 马来西亚湖泊列表
- 墨西哥湖泊列表
- 蒙古湖泊列表
- 黑山湖泊列表
- 荷蘭湖泊列表
- 紐西蘭湖泊列表
- 挪威湖泊列表
  - 奧斯特-阿格德爾湖泊列表
- 巴基斯坦湖泊列表
- 巴布亞新幾內亞湖泊列表
- 波蘭湖泊列表
- 羅馬尼亞湖泊列表
  - 布加勒斯特湖泊列表
- 俄羅斯湖泊列表
- 盧安達湖泊列表
- 塞爾維亞湖泊列表
- 新加坡湖泊列表
- 斯洛維尼亞湖泊列表
- 南非湖泊列表
- 瑞典湖泊列表
- 瑞士湖泊列表
  - 瑞士水壩和水庫列表
  - 瑞士高山湖泊列表
- 臺灣湖泊列表
- 泰米爾納德邦湖泊列表
- 坦尚尼亞湖泊列表
- 土耳其湖泊列表
- 土庫曼斯坦湖泊列表
- 烏幹達湖泊列表
- 烏茲別克湖泊列表
- 越南湖泊列表
- 贊比亞湖泊列表
- 英國湖泊列表
  - 湖區湖泊列表
  - 英格蘭湖泊列表
  - 蘇格蘭湖泊列表
  - 威爾斯湖泊列表
  - 愛爾蘭湖泊列表
- 美國湖泊列表
  - 美國湖泊面積列表
  - 聖約翰河湖泊列表
  - 阿拉巴馬州湖泊列表
  - 阿拉斯加湖泊列表
  - 亞利桑那州湖泊列表
  - 阿肯色州湖泊列表
  - 加州湖泊列表
    - 舊金山灣區湖泊列表
    - 加州萊克縣湖泊列表

  - 科羅拉多州湖泊列表
  - List of lakes of Connecticut
  - List of lakes of Delaware
  - List of lakes of Florida
  - List of lakes of Georgia (U.S. state)
  - List of lakes of Hawaii
  - List of lakes of Idaho
  - 伊利諾伊州湖泊列表
  - 印第安納州湖泊列表
  - List of lakes of Iowa
  - 堪薩斯州的湖泊、水庫和水壩列表
  - 肯塔基州湖泊列表
  - List of lakes of Louisiana
  - 緬因州湖泊列表
  - List of lakes of Maryland
  - List of lakes of Massachusetts
  - 密西根州湖泊列表
  - 明尼蘇達州湖泊列表
  - List of lakes of Mississippi
  - 密蘇裡州湖泊列表
  - 蒙大拿州湖泊列表
  - 內布拉斯加州湖泊列表
  - List of lakes of Nevada
  - 新罕布夏州湖泊列表
  - List of lakes of New Jersey
  - List of lakes of New Mexico
  - 紐約州湖泊列表
  - List of lakes of North Carolina
  - List of lakes of North Dakota
  - 俄亥俄州湖泊列表
  - 俄克拉荷馬州湖泊列表
  - 俄勒岡州湖泊列表
  - 賓州湖泊列表
  - 波多黎各湖泊列表
  - 羅德島州湖泊列表
  - 南卡羅來納州湖泊列表
  - 南達科他州湖泊列表
  - 田納西州湖泊列表
  - 德州湖泊列表
  - 猶他州湖泊列表
  - 佛蒙特州湖泊列表
  - 維吉尼亞州湖泊列表
  - 華盛頓州湖泊列表
  - 西維吉尼亞州湖泊列表
  - 威斯康辛州湖泊列表
  - 懷俄明州湖泊列表